# Parafia św. Patryka w Warszawie
Parafia Świętego Patryka w Warszawie – parafia rzymskokatolicka należąca do dekanatu grochowskiego diecezji warszawsko-praskiej, metropolii warszawskiej w Warszawie. Obsługiwana przez księży diecezjalnych.
Parafia została erygowana w 1991. Obecny kościół parafialny zbudowany w latach 1990–2000.